# Sardigliano
Sardigliano är en ort och kommun i provinsen Alessandria i regionen Piemonte i Italien. Kommunen hade 395 invånare (2018).